# Notropis stramineus
Notropis stramineus es una especie de peces Cypriniformes de la familia Cyprinidae.

## Morfología
Los machos pueden llegar alcanzar los 8,2 cm de longitud total.

## Hábitat y distribución
Es un pez de agua dulce.
Se encuentran en Norteamérica. 